# Fisker Inc.
Fisker Inc. (NYSE: FSR) er en amerikansk bilproducent, der er baseret i Manhattan Beach, Californien. Virksomheden blev etableret af Henrik Fisker og hans kone Geeta Gupta-Fisker i 2016. En forløber til Fisker Inc. var kendt som Fisker Automotive.  De har bilmodellerne Fisker Alaska, Fisker Pear, Fisker Ocean og Fisker Ronin.